# 佐竹信四郎

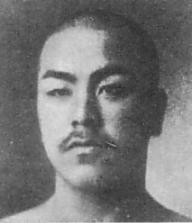
佐竹信四郎

佐竹 信四郎（さたけ のぶしろう、生年不詳 - 1936年（昭和11年）5月11日）は日本の柔道家（5段）である。前田光世（コンデ・コマ）と同時期に、28年間に渡り世界各地で武者修行を続けた。スポーツ社交団体「天狗倶楽部」のメンバーでもあった。

## 経歴
山口県出身。麹町幼稚園を卒園。1892年（明治25年）5月に講道館に入門。1904年（明治37年）早稲田大学邦語政治科卒業。大学在学中に相撲部を創設した。
1907年、平沼亮三の紹介で横綱・常陸山の渡米に同行。当初はコロンビア大学に入るつもりであったが、当時世界中で武者修行をしていた前田光世の活躍を聞き、自らも武者修行の旅を始める。以後、時に単独で、時に前田と共に、世界各国で柔道武者修行の旅を続けた。
その後、メキシコに定住し、士官学校での柔道指導や、メキシコシティに靴下製造所の設立を行った。
1934年（昭和9年）、日本に帰国。1936年（昭和11年）5月11日死去。55歳前後であったと推測されている。

## エピソード

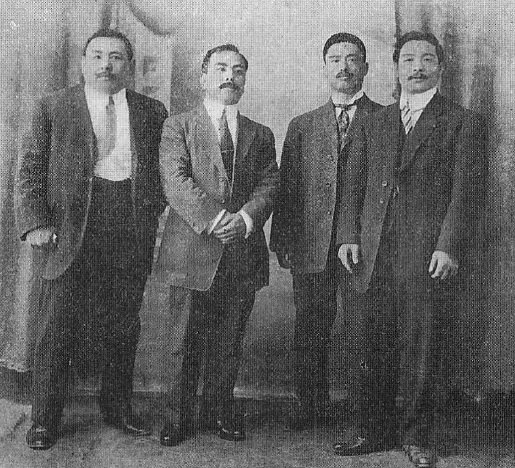
キューバの四天王（左から2人目が佐竹）

- 1912年（明治45年）ごろに滞在していたキューバでは、ちょうど政情不安の折で暴動が多発していた。佐竹はこの時キューバ政府の義勇兵に応募したが、少佐以上の階級を要求したため拒否されてしまった。
- メキシコでは、前田と示し合わせて、互いに「前田（佐竹）が誰だか知らないが、自分こそ真の柔道チャンピオンである」と名乗り、遺恨試合を演出した。そして、1戦目は前田の勝ち、2戦目は佐竹の勝ちと決めた3本勝負を行うことに決め、1戦目は演出の甲斐もあって大入りであった。ここで、成功に気をよくした前田が2戦目の前に泥酔してしまい、2戦目は観客から「八百長だ」という怒号が響く大失敗となってしまう。頭を抱える佐竹・前田であったが、前田の方が現地入りが早かったためか現地の新聞が前田びいきになっており、「1戦目で勝ち目がないと悟った佐竹が、卑怯にも前田を酔い潰させた」という記事が掲載された。こうして3戦目はそれまで以上の観客が集まることとなり、前田が佐竹を倒して大盛況のうちに終了することとなった。佐竹自身はこれについて「八百長試合などをするのは、頗る不真面目のように思われるかも知らぬが、全然理解のない土地に柔道を弘めるためには、時としてこんな手段もとらねばならなかった……ということだけを知っていただきたいのである」と語っている。

- 東京　青山の立泉寺にその墓はある。